# Kesselbach (Hünstetten)
Kesselbach ist ein Ortsteil der Gemeinde Hünstetten im südhessischen Rheingau-Taunus-Kreis.

## Geographie
Kesselbach liegt im Taunus (westlicher Hintertaunus), nördlich des Taunushauptkamms zwischen Limburg und der Landeshauptstadt Wiesbaden. In geringer Entfernung zum Ort verläuft westlich die Bundesstraße 417.
Der Ort liegt im Naturpark Rhein-Taunus. Höchste Erhebung bei Kesselbach ist der Geierskopf mit 429 Metern über NN.

## Geschichte
Die heutige Bundesstraße war um 1000 unter dem Namen Hühnerstraße (eigentlich Hünerstraße oder auch Bubenheimer Straße) bekannt und eine wichtige Handelsstraße, die durch die Gemarkung führte. Im Jahre 1260 wurde Kesselbach erstmals als Kezzelbach urkundlich erwähnt.
Die Anfänge erkennbarer Geschichte für Kesselbach liegen wahrscheinlich im Kloster Bleidenstadt begründet. Zwischen 1066 und 1075 war Diether I. von Katzenelnbogen Vogt des Klosters. Ihm oblag somit auch die Sicherung der Straße und er durfte hier Zoll eintreiben. Die Hühnerstraße verlief seinerzeit noch etwas weiter östlich, durch den heutigen Ortskern von Kesselbach.
Er ließ in Bereich der Ortslage von Kesselbach aufgrund der Grenzlage eine Zollstation als befestigten Hof einrichten. Dieser bildete die Keimzelle der Besiedlung, die aber aufgrund der kargen Bodenverhältnisse sehr bescheiden blieb.
Im Mittelalter wechselten die Besitzverhältnisse um Kesselbach mehrfach. Neben Nassau sind hier das Kloster Brunnenberg (Unterlahn), die Herren von Geroldstein, von Laurenburg, von Stockheim, das St. Martin Stift in Idstein, wie auch die bereits erwähnten Kloster Bleidenstadt und die Herren von Katzenelnbogen zu nennen.
Aufgrund der Begradigung der Hühnerstraße, die dann westlich des Dorfs verlief und der ertragsarmen Landwirtschaft, war die Ortschaft in dieser Zeit bedeutungslos und war dem Risiko ausgesetzt, ganz abzugehen.
Am 31. Dezember 1971 schlossen sich im Zuge der Gebietsreform in Hessen die damaligen Gemeinden Beuerbach, Kesselbach, Ketternschwalbach, Limbach, Strinz-Trinitatis und Wallbach freiwillig zur neuen Gemeinde Hünstetten zusammen. Für alle ehemals eigenständigen Gemeinden wurden Ortsbezirke mit Ortsbeirat und Ortsvorsteher gebildet. Im zentral gelegenen Wallbach wurde für die Gemeindeverwaltung ein Neubaukomplex errichtet.

## Wappen
In Blau ein bewurzelter silberner Apfelbaum mit goldenen Früchten.

## Kulturdenkmäler
In Kesselbach befinden sich zwei denkmalgeschützte Kulturdenkmäler.
Das Backhaus in der Talstraße in der Ortsmitte ist ein freistehendes rechteckiges eingeschossiges Gebäude aus unverputztem Bruchsteinmauerwerk mit Krüppelwalmdach und Sichtfachwerk in den Giebelzonen. Das Backhaus ist im frühen 19. Jahrhundert erbaut worden und wurde 1982 bis 1983 umfassend instand gesetzt. Gegenüber dem Backhaus befindet sich ein offener Platz mit einem Brunnen.
Ebenfalls an diesem Platz befindet sich das denkmalgeschützte Anwesen Talstraße 15. Diese Hofreite besteht aus einem kleinen zweizonigen Fachwerkwohnhaus des späten 18. Jahrhunderts und den im Winkel angelegten Scheunen und Stallungen.

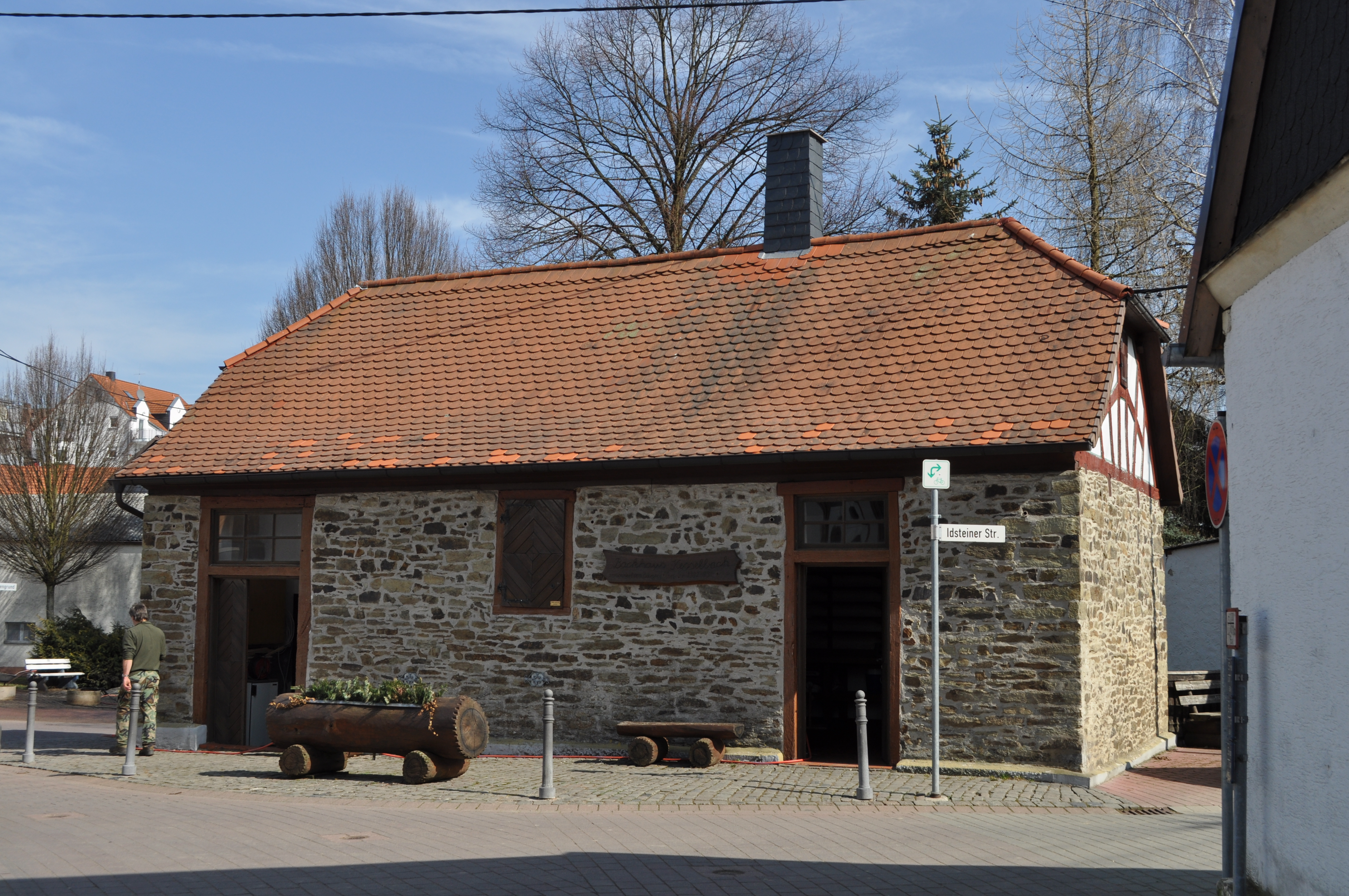
Backhaus
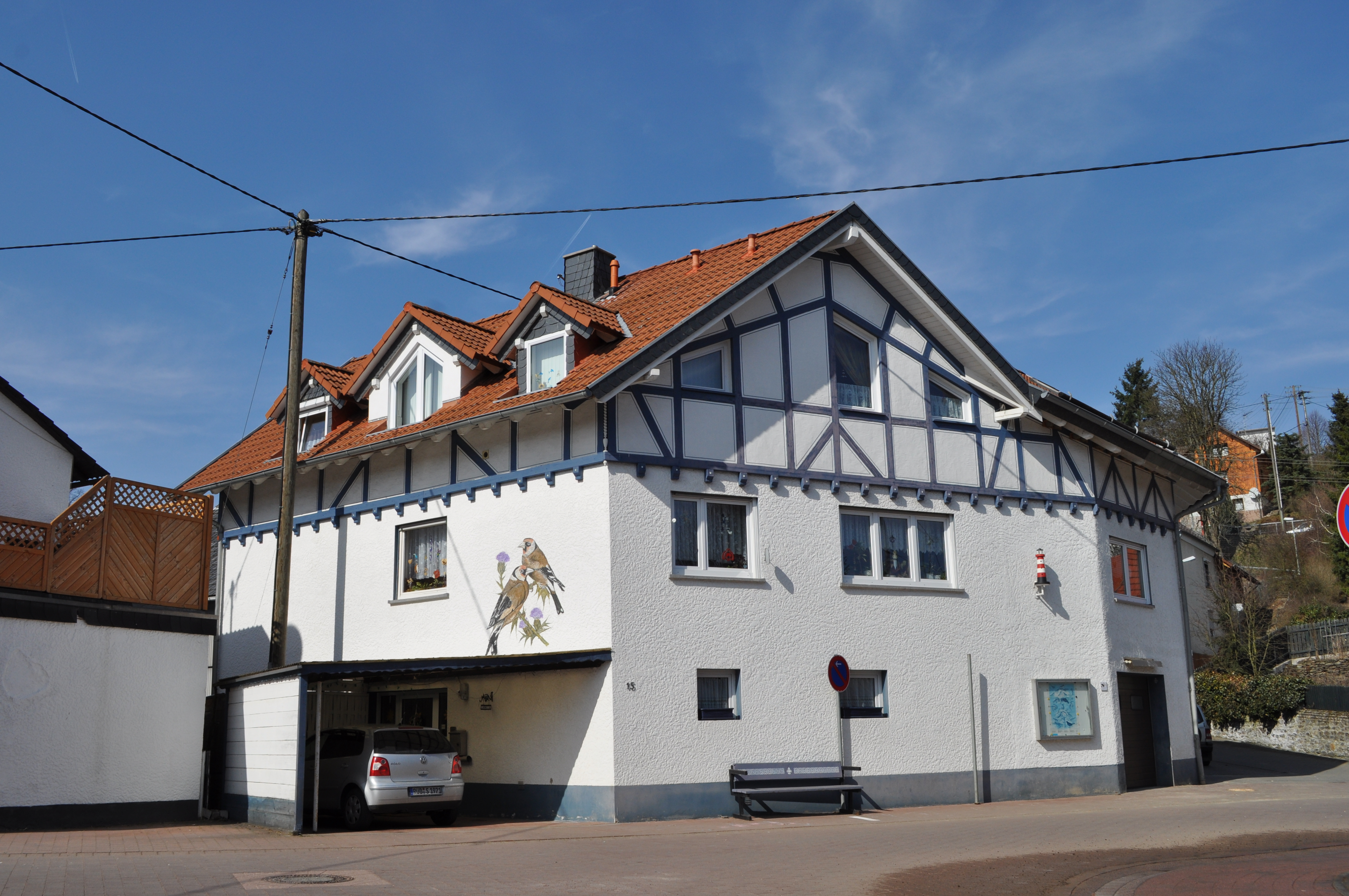
Kesselbach, Talstraße 15
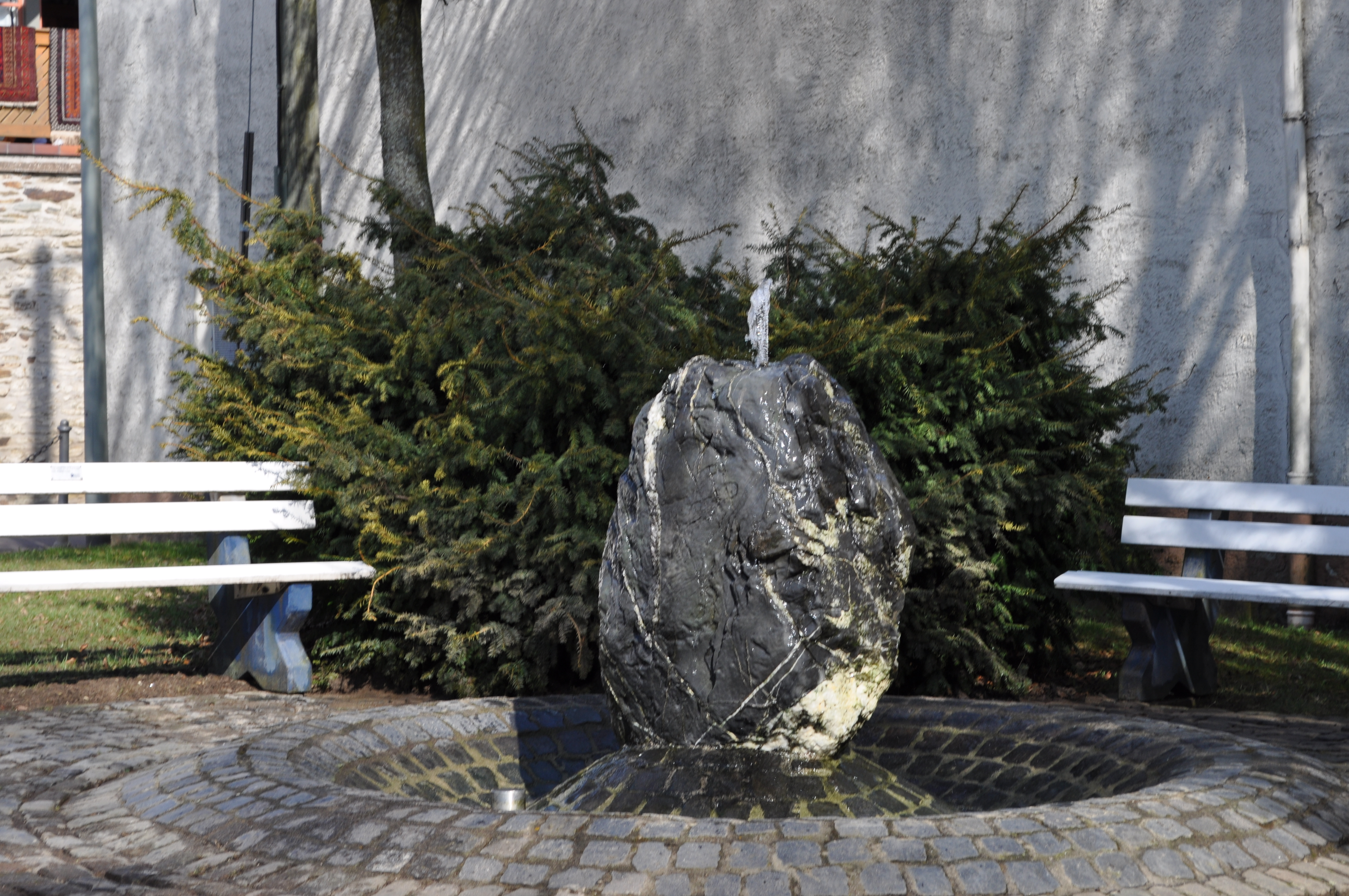
Brunnen

## Infrastruktur
Im Ort gibt es ein Dorfgemeinschaftshaus und ein gemeindeeigenes Backhaus, welches von jedermann zum Backen angemietet werden kann. Der Gastronomiebetrieb, die Pizzeria Zum Tal, wird seit Juli 2018 unter diesem Namen geführt und war eine Zeitlang der einzige Gastronomiebetrieb in Kesselbach. Ihn gibt es schon seit 1887 und wurde von Familie Christmann/Pfuhl unter dem Namen Gasthaus Zum Tal geführt. Mittlerweile verfügt Kesselbach über eine Infrastruktur mit Bäcker, Supermärkten, Apotheke, Optiker, Friseur, Ärzten, Banken und weiteren Restaurants.